# Kirchenlamitz

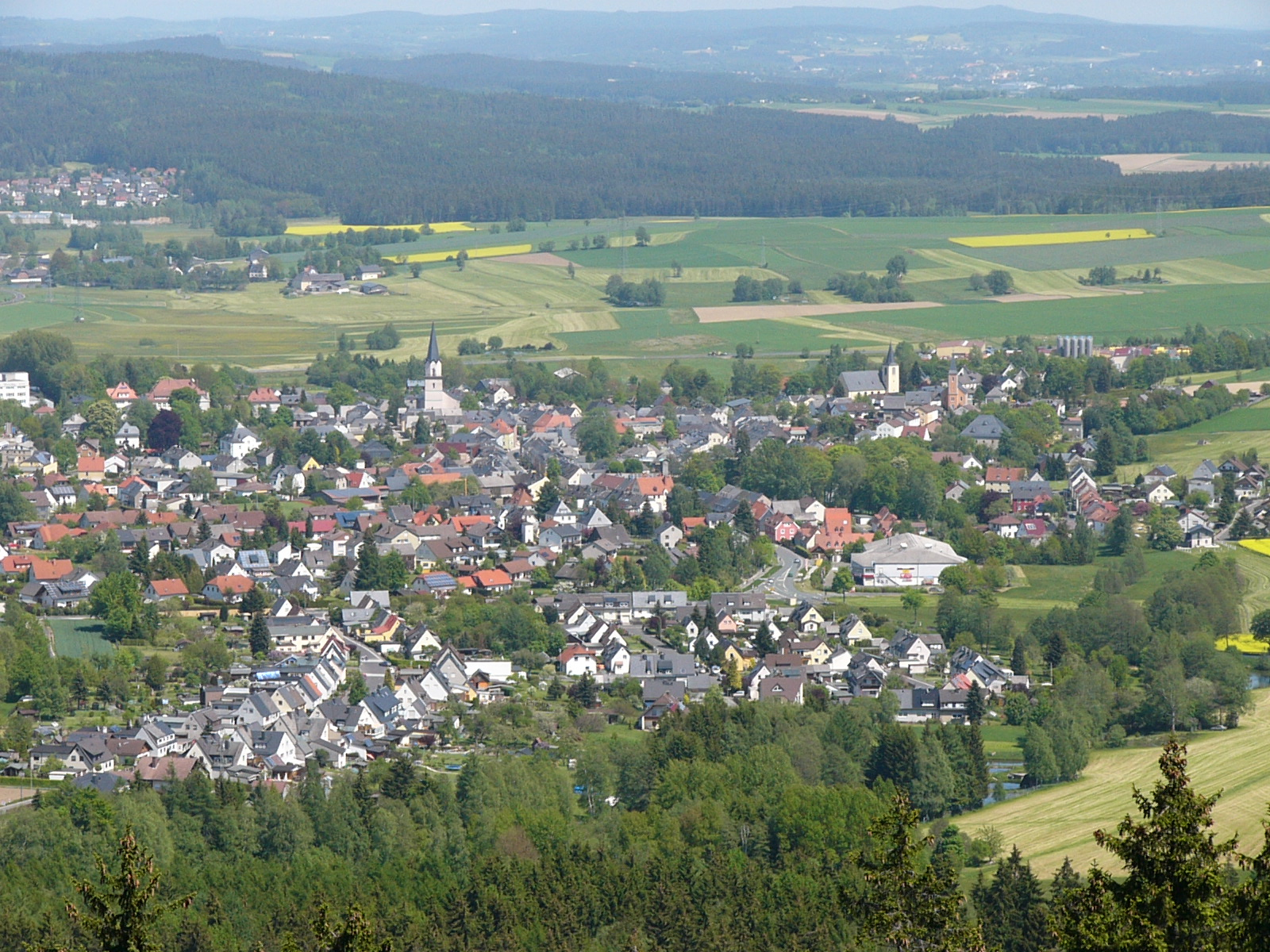
Ansicht der Stadt vom Epprechtstein

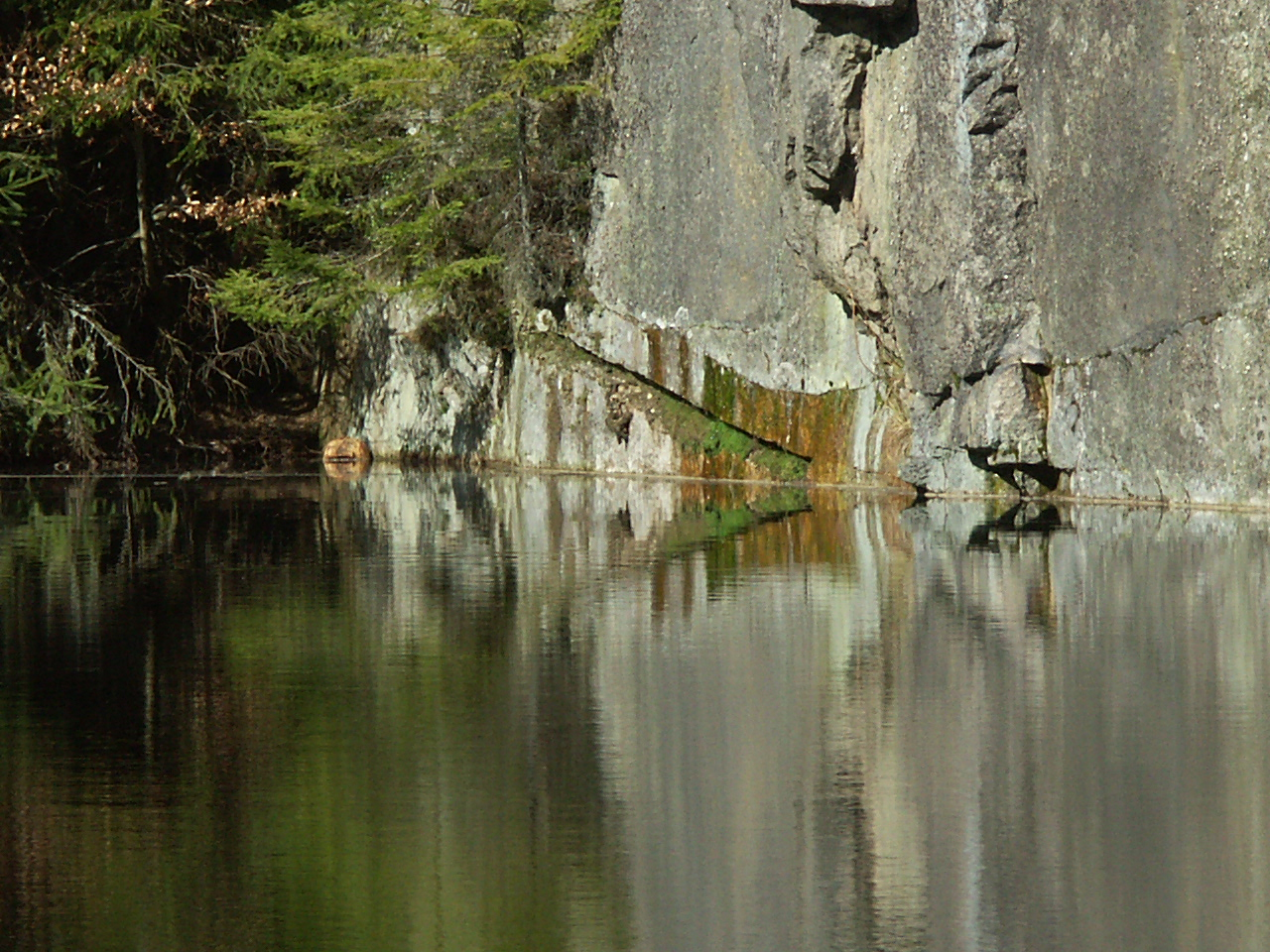
Granit-Steinbruch Forstwiesenbruch

Kirchenlamitz ist eine Stadt im oberfränkischen Landkreis Wunsiedel im Fichtelgebirge.

## Geografie

### Lage
Kirchenlamitz liegt etwa 20 Kilometer südlich von Hof und 35 Kilometer nordöstlich von Bayreuth entfernt am Fluss Lamitz an der Bayerischen Porzellanstraße. Das nächste Oberzentrum ist Selb (mit der tschechischen Stadt Aš).

### Gemeindegliederung
Es gibt 25 Gemeindeteile (in Klammern ist der Siedlungstyp angegeben):
- Baumgarten (Einöde)
- Dörflas b.Kirchenlamitz (Weiler)
- Entenloh (Einöde)
- Epprechtstein (Weiler)
- Fahrenbühl (Weiler)
- Fichtenhammer (Weiler)
- Fuchsmühle (Einöde)
- Großschloppen (Dorf)
- Hasenmühle (Einöde)
- Hinteres Buchhaus (Weiler)
- Hohenbuch (Dorf)
- Kirchenlamitz (Hauptort)
- Kleinschloppen (Dorf)
- Mittelschieda (Weiler)
- Neuenhammer (Einöde)
- Niederlamitz (Dorf)
- Oberschieda (Weiler)
- Raumetengrün (Dorf)
- Reicholdsgrün (Dorf)
- Schnepfenmühle (Einöde)
- Unterschieda (Weiler)
- Vorderes Buchhaus  (Weiler)
- Vorsuchhütte (Einöde)
- Wustung b.Niederlamitz (Einöde)
- Wustung b.Schnepfenmühle (Einöde)

Kirchenlamitz Bahnhof, Niederlamitzerhammer zählen mittlerweile zum Gemeindeteil Niederlamitz. Die Weiler Oberschieda I und Oberschieda II, die vor der Gebietsreform unterschiedlichen Gemeinden angehörten, wurden zu Oberschieda vereinigt. Vorsuchhütte hat abweichend von den übrigen Gemeindeteilen die PLZ 95100.

## Geschichte

### Bis zur Gemeindegründung
Die Geschichte von Kirchenlamitz ist auch die der etwa zwei Kilometer südwestlich gelegenen Burg Epprechtstein. 1352 wurden die Burggrafen von Nürnberg mit ihr belehnt und kamen kurze Zeit später in Besitz der gesamten Herrschaft und damit auch des Orts. Burggraf Friedrich V. von Nürnberg verlieh dem Ort zu Kirchenlomnicz 1374 das Stadtrecht, das später wieder verloren ging. Das Fürstentum Bayreuth, zu dem der Ort dann gehörte, kam 1791 zum Königreich Preußen. Nach vierjähriger französischer Besetzung wurde das Fürstentum mit dem Ort und der Burg 1810 an das Königreich Bayern verkauft. Im Jahr 1818 entstand die politische Gemeinde.

### 19. und 20. Jahrhundert
Kirchenlamitz wurde Sitz eines bis 1879 bestehenden bayerischen Landgerichts älterer Ordnung, das anschließend in ein Amtsgericht umgewandelt wurde. 1901 wurde Kirchenlamitz erneut zur Stadt erhoben. Das Amtsgericht wurde 1959 aufgelöst.

### Eingemeindungen
Im Zuge der Gebietsreform in Bayern wurden am 1. Januar 1978 die Gemeinde Dörflas bei Kirchenlamitz, Niederlamitz und der größte Teil der aufgelösten Gemeinden Raumetengrün und Reicholdsgrün eingegliedert.

### Einwohnerentwicklung
Zwischen 1988 und 2018 sank die Einwohnerzahl von 4350 auf 3286 um 1064 bzw. um 24,5 %.

## Politik

### Stadtrat
Die Kommunalwahl vom 2. März 2008 führte zu folgender Sitzverteilung im Stadtrat:
| Partei / Liste: | CSU    | SPD    | WÜL * | Gesamt   |
| Stimmen:        | 10.134 | 12.458 | 8.489 | 31.081   |
| Sitze:          | 5      | 7      | 4     | 16 Sitze |

Die Kommunalwahl vom 16. März 2014 führte zu folgender Sitzverteilung im Stadtrat (ab 1. Mai 2014):
| Partei / Liste: | CSU    | SPD    | WÜL * | Gesamt   |
| Stimmen:        | 12.230 | 10.557 | 5.198 | 27.985   |
| Sitze:          | 7      | 6      | 3     | 16 Sitze |

Die Kommunalwahl vom 15. März 2020 führte zu folgender Sitzverteilung im Stadtrat (ab 1. Mai 2020):
| Partei / Liste: | CSU    | SPD   | WÜL * | Gesamt   |
| Stimmen:        | 12.877 | 9.725 | 5.505 | 28.107   |
| Sitze:          | 7      | 6     | 3     | 16 Sitze |

### Bürgermeister
Erster Bürgermeister war ab dem 1. Mai 2008 Thomas Schwarz (SPD). Er wurde am 16. März 2008 in einer Stichwahl mit dem damals amtierenden Bürgermeister Reinhard Weiß (WÜL) gewählt. Bei einer Wahlbeteiligung von 68,42 % entfielen 1331 Stimmen auf Schwarz, Weiß erhielt 665 Stimmen. Bei den Bürgermeisterwahlen 2014 und 2020 wurde Schwarz als Erster Bürgermeister bestätigt. 
Ab April 2022 befand er sich im Krankenstand und trat im September 2022 von seinem Amt zurück. Der Zweite Bürgermeister Jens Büttner (CSU) übernahm seitdem die Amtsgeschäfte, bis er am 25. September 2022 mit 77,7 % der Stimmen bei einer Wahlbeteiligung von 62,4 Prozent zum neuen Bürgermeister gewählt wurde. Zweite Bürgermeisterin ist Esra Özekimci (SPD), Dritter Bürgermeister Andreas Reul (WÜL).

### Wappen
| Wappen von Kirchenlamitz | Blasonierung: „Gespalten; vorne geviert von Silber und Schwarz; hinten in Blau auf einem mit einem silbernen Wellenbalken belegten grünen Hügel eine eintürmige silberne Kirche in Seitenansicht mit roten Dächern und goldenen Kreuzen.“ |
| Wappen von Kirchenlamitz | Wappengeschichte: Die Geschichte von Kirchenlamitz ist eng verbunden mit der etwa 2 km südwestlich gelegenen Burg Epprechtsstein. 1352 wurden die Burggrafen von Nürnberg mit der Burg belehnt. Vier Jahre später waren sie im Besitz der gesamten Herrschaft Epprechtsstein und des Ortes Kirchenlamitz. Burggraf Friedrich V. verlieh dem Ort 1374 das Stadtrecht. Der Ort wurde aber weiterhin als Markt bezeichnet. Das Stadtrecht ging wieder verloren. Seit 1901 ist Kirchenlamitz erneut Stadt. Aus dem Jahr 1471 ist der Abdruck eines Siegels überliefert, das um 1380 entstanden ist. Im gespaltenen Schild stand vorne auf grünem Hügel die Ortskirche St. Michael, hinten das Zollernwappen. Später kam noch der Wellenbalken hinzu als Hinweis auf den Fluss Lamitz. Das Wappen ist auch in einer farbigen Abbildung von 1581 überliefert. Ab dem 17. Jahrhundert sind die beiden Schildhälften vertauscht. 1819 zeigte die Zollernvierung die Farben Silber und Blau, die silberne Kirche stand in goldenem Feld. Von 1837 bis 1931 tauchte in den Dienstsiegeln am unteren Schildrand ein Männerkopf auf. Er beruht auf einer Fehldeutung des barocken Schildrahmens in einem Siegel von 1611. Dieses Wappen wird seit dem 15. Jahrhundert geführt. |

### Städtepartnerschaften
Kobyla Góra in Polen ist die Partnergemeinde der Stadt Kirchenlamitz.

## Kultur und Sehenswürdigkeiten

### Bauwerke
Burg Epprechtstein im Gemeindeteil Buchhaus
Auf dem Epprechtstein befinden sich zahlreiche ehemalige Steinbrüche des Epprechtstein-Granits. Einige davon sind über einen Steinbruch-Rundwanderweg miteinander verbunden. Die meisten sind aufgelassen und das Regenwasser hat darin Seen gebildet.
An einigen älteren Häusern können heute selten gewordene Vorfenster beobachtet werden.
Im Juni 2021 wurde die Stadt Kirchenlamitz für die Hammerscheune in Niederlamitz vom Bayerischen Staatsministerium für Ernährung, Landwirtschaft und Forsten mit dem Staatspreis für Erhalt der Baukultur im ländlichen Raum ausgezeichnet.

### Sport
- Mittelschwere Skilanglauf-Loipen auf dem Epprechtstein von sechs, vier und neun Kilometer Länge und etwa 100 Meter Höhenunterschied

### Regelmäßige Veranstaltungen
- Juli: Volks- und Wiesenfest Kirchenlamitz
- August: Kichweihen Raumetengrün und Reicholdsgrün
- Oktober: Kirchweihen Kirchenlamitz und Niederlamitz

## Wirtschaft und Infrastruktur
Das Steinindustrie-Unternehmen Reul bestand von 1909 bis 1996 in Kirchenlamitz.
Zudem wurde in Kirchenlamitz Porzellan hergestellt. Von 1914 bis 1974 bestand eine Porzellanmanufaktur zunächst unter dem Namen Wächter & Fürbringer, später als Firma Rudolf Wächter. Ein weiteres Porzellanwerk wurde 1920 von der Porzellanfabrik Oscar Schaller & Co. errichtet. Sie gehörte zu den Fabriken der Gebrüder Winterling, aus deren Unternehmen 1992 die Winterling Porzellan AG mit Sitz in Kirchenlamitz gebildet wurde; das Unternehmen produzierte bis zur Insolvenz 1999 am Ort.
Von Ende der 1970er Jahre an wurde in der Grube Christa bei Großschloppen Pechblende abgebaut; 1989 wurde der Betrieb wegen des niedrigen Weltmarktpreises für Uran eingestellt. Laut Medienberichten sind Aussagen der Endlagerkommission so zu verstehen, dass das ehemalige Bergwerk wegen des Granitgesteins in die Voruntersuchungen als Atommüll-Endlager mit einbezogen werden könnte.

## Sonstiges
Der Ortsneckname von Kirchenlamitz beziehungsweise der Spitzname der Kirchenlamitzer Bürger ist Krebsbacker.

## Verkehr
Die Staatsstraßen St 2176 und St 2177 treffen sich nahe Kirchenlamitz.
Nahe Niederlamitz liegt der Haltepunkt Kirchenlamitz Ost der Bahnstrecke Weiden–Oberkotzau. Zudem bestand bis 1982 über die Bahnstrecke Kirchenlamitz–Weißenstadt eine Bahnverbindung nach Weißenstadt.

## Persönlichkeiten, die in der Stadt gewirkt haben
- Nikolaus Friedrich Stöhr (1706–1766), lutherischer Theologe und Pädagoge, in Kirchenlamitz geboren
- Gustav Blumröder (1802–1853), deutscher Arzt, Psychiater, Politiker und Schriftsteller.
- Wilhelm Löhe (1808–1872), deutscher evangelisch-lutherischer Theologe, war Vikar in Kirchenlamitz
- Heinrich Schmidt (1861–1923), Komponist, in Kirchenlamitz geboren
- Georg Reichel (1870–1947), Gewerkschafter, wurde in Niederlamitz geboren
- Eduard Wagner (1894–1944), General
- Hermann Winterling (1906–2008), Unternehmer
- Encarnación Gutiérrez Rodríguez (* 1964), Soziologin und Professorin, in Kirchenlamitz geboren